# Карнути
Карнути (Carnutes, Carnuti, Carnuten, Karnuten) са галски келтски народ между Liger (Лоара) и Sequana (Сена) с главни градове Autricum (Шартър) и Cenabum (Орлеан). През 1 век пр.н.е. карнутите имат бронзови монети, в повечето случаи с мотив орел.
Друидите се събират ежегодно на свещено място на територията на карнутите, за да решават спорни въпроси.